# 日向 (福井県美浜町)
日向（ひるが）は、福井県三方郡美浜町の地名。旧称は日向浦（ひるがうら）。三方五湖の日向湖の湖畔に集落が形成されている。

## 地理

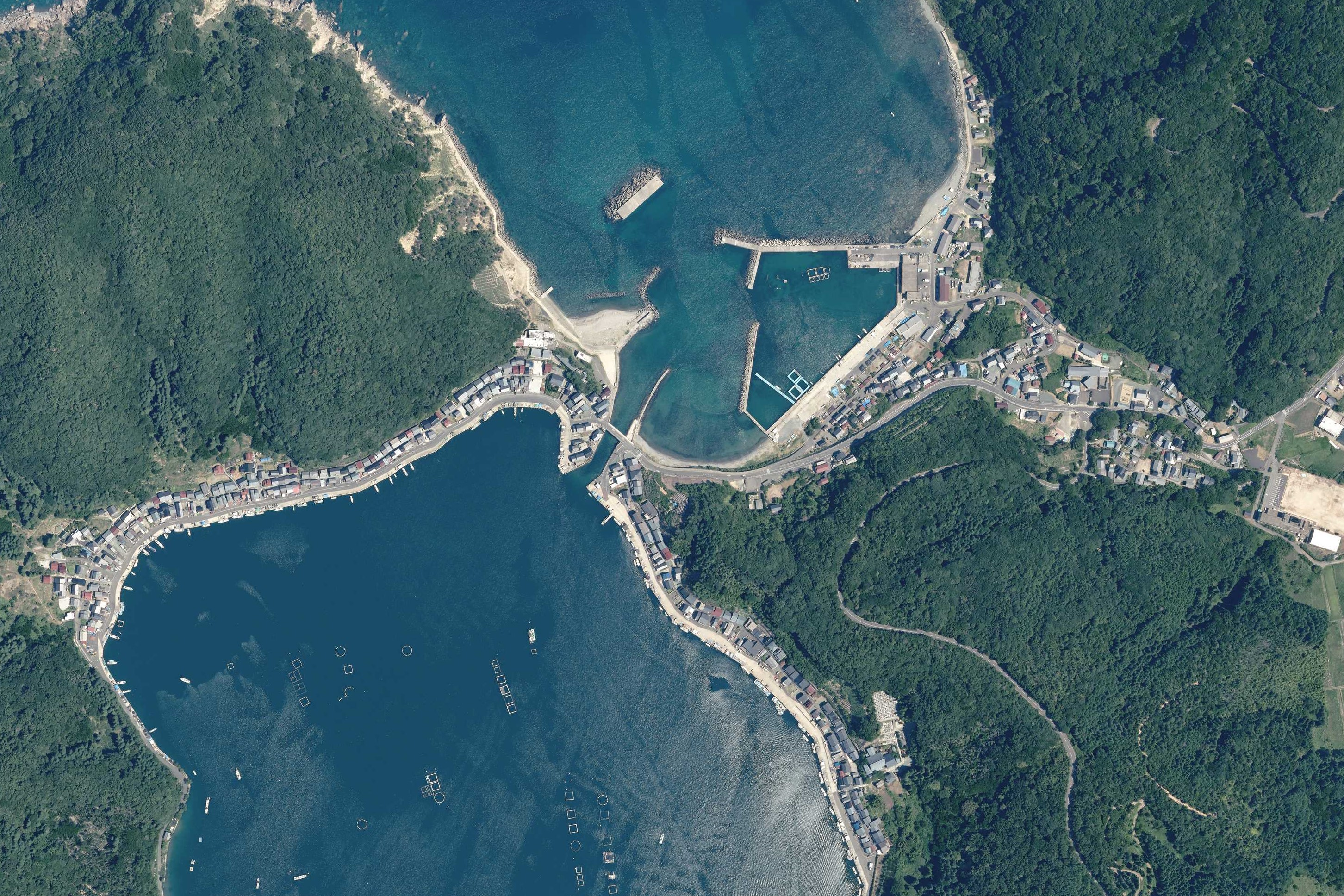
日向の集落（上は若狭湾、下は日向湖）

三方五湖の日向湖の湖畔に集落が形成されており、日向湖は日向運河（日向川）で日本海の若狭湾と接続している。日向運河は長さ約100m、幅約20mの人工水路である。日向運河の西側は西ン所、東側は東ン所と呼ばれる。
かつては日向湖の湖岸に舟小屋が建ち並んでいたが、1970年（昭和45年）頃から漁船のFRP船化が進んだことで舟小屋が不要となり、さらに1997年（平成9年）から2000年（平成12年）には湖岸道路と岸壁（物揚場）が完成した。

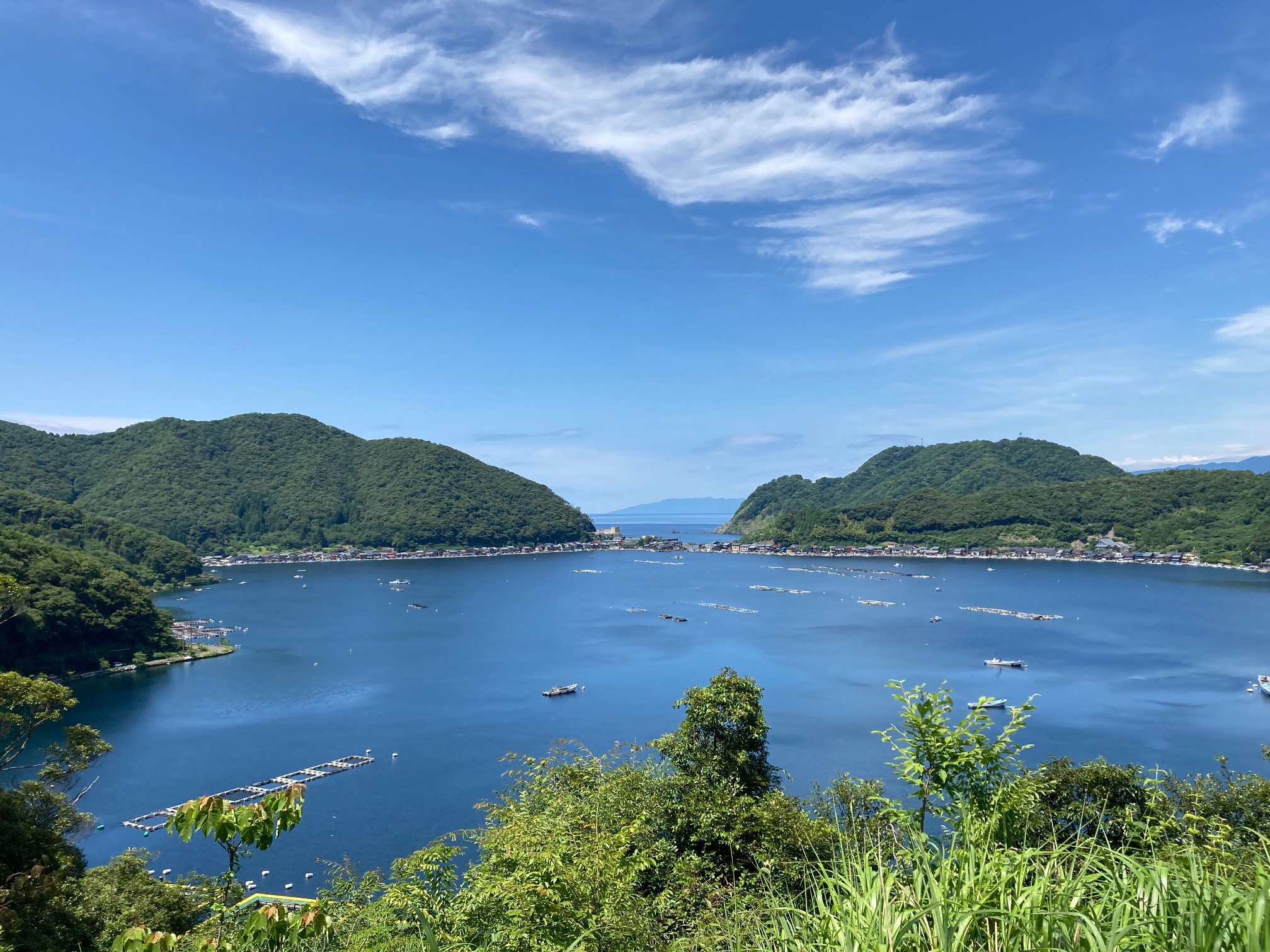
日向湖と日向の集落
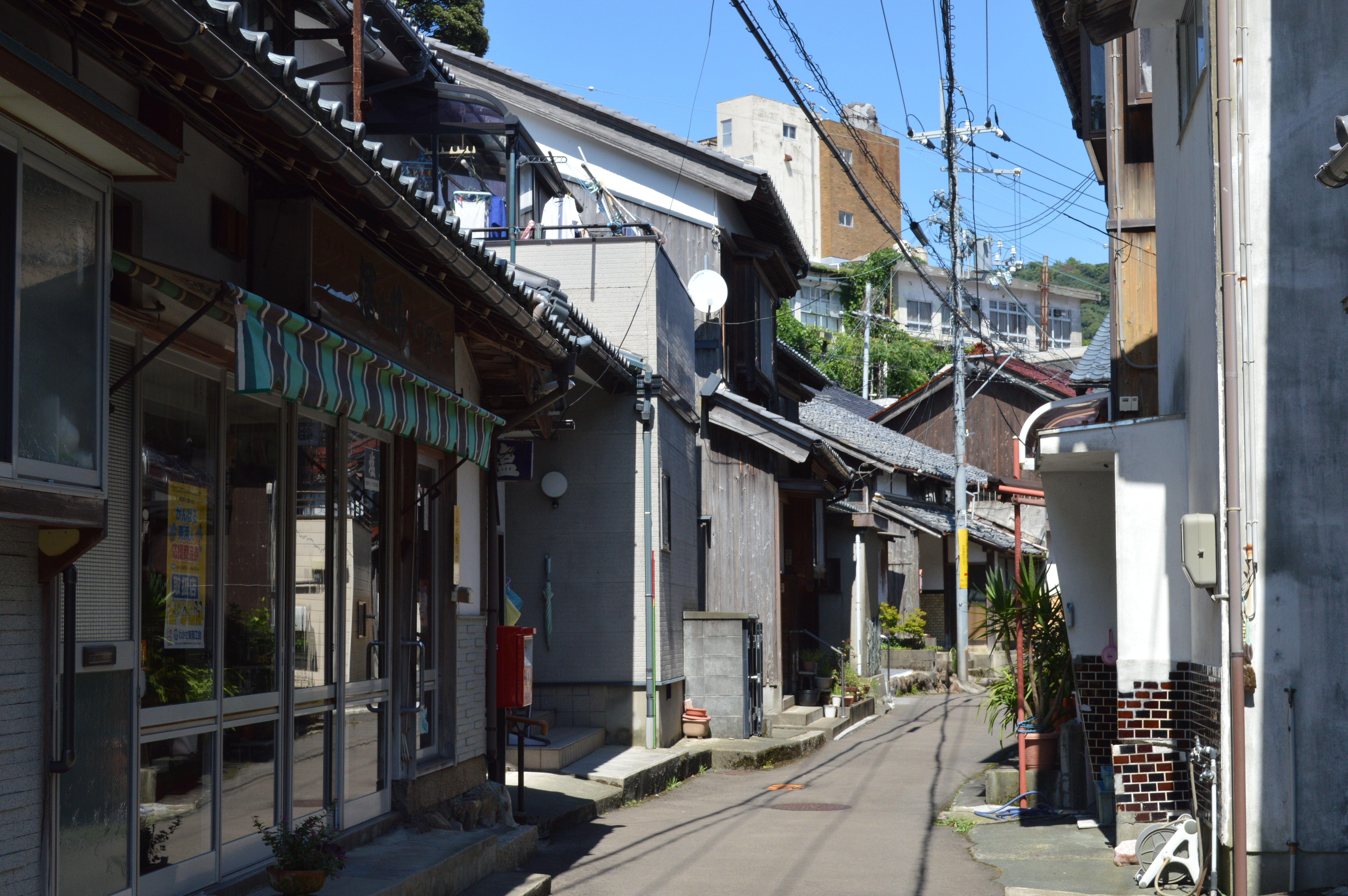
旧道と集落（西ン所）
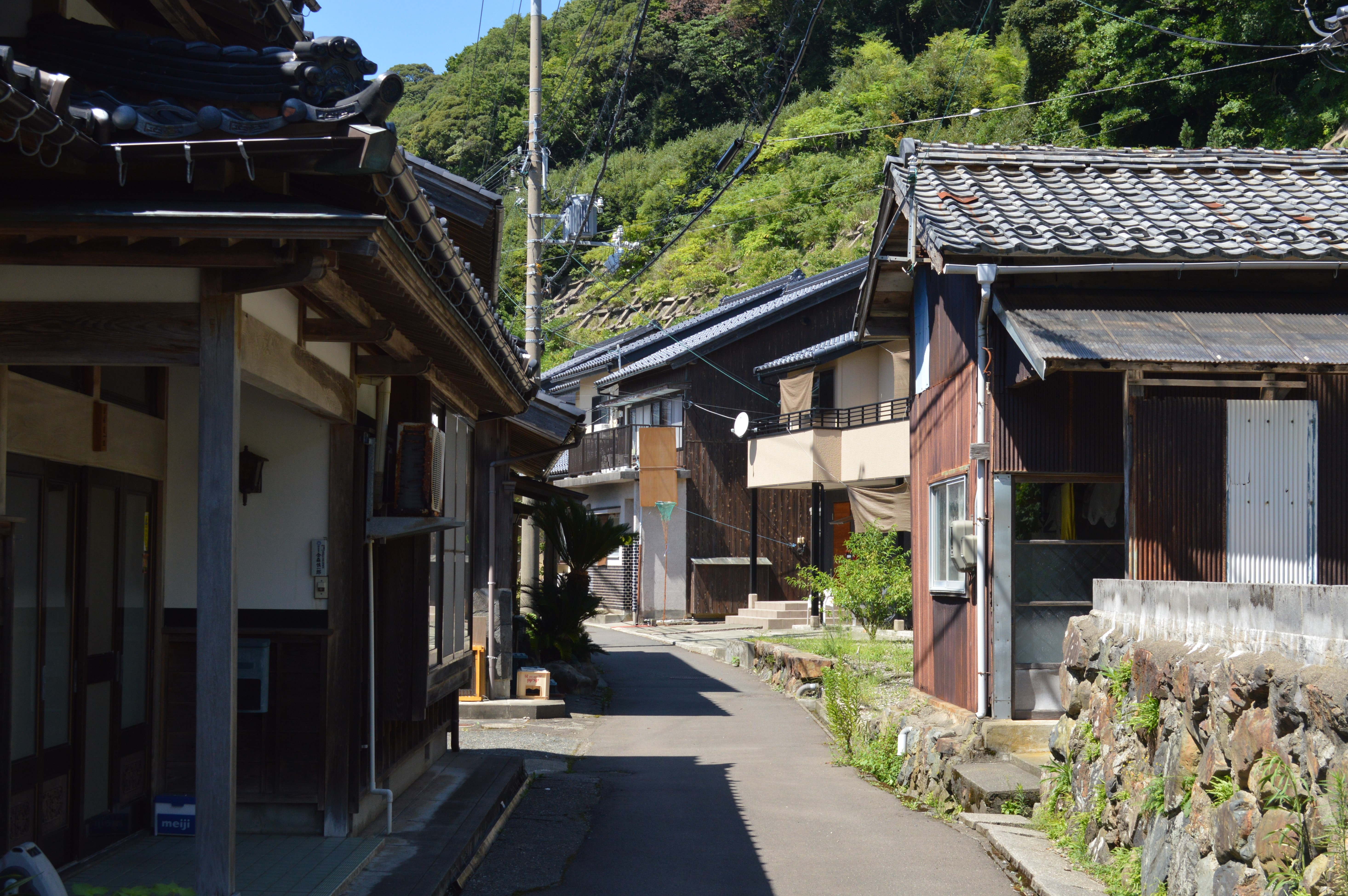
旧道と集落（東ン所）

## 歴史

### 中世
宇波西神社の祭神がこの地に垂迹した際、九州の日向国にある橋坂山の景観とよく似ていることから日向と名付けたとする伝承がある。
中世には若狭国三方郡耳西郷に属していた。文永8年（1271年）の記録に「耳ノ西郷ひるかの住人」という記述がみられ、日向浦の集落が成立したのは平安時代であるとされる。南北朝時代頃までの日向浦は笹田や早瀬浦を含んでいたとされる。戦国時代には早瀬浦や久々子浦などの周囲の集落と、しばしば土地や漁場を巡って争った。
『京都府漁業誌』によると、永正元年（1504年）頃、日向浦の漁師が丹後国竹野郡中浜で試漁したことを契機として、大永年間（1521年～1528年）には約30戸が中浜に移住した。日向の漁師はタラの延縄漁に秀でていたとされる。

### 近世

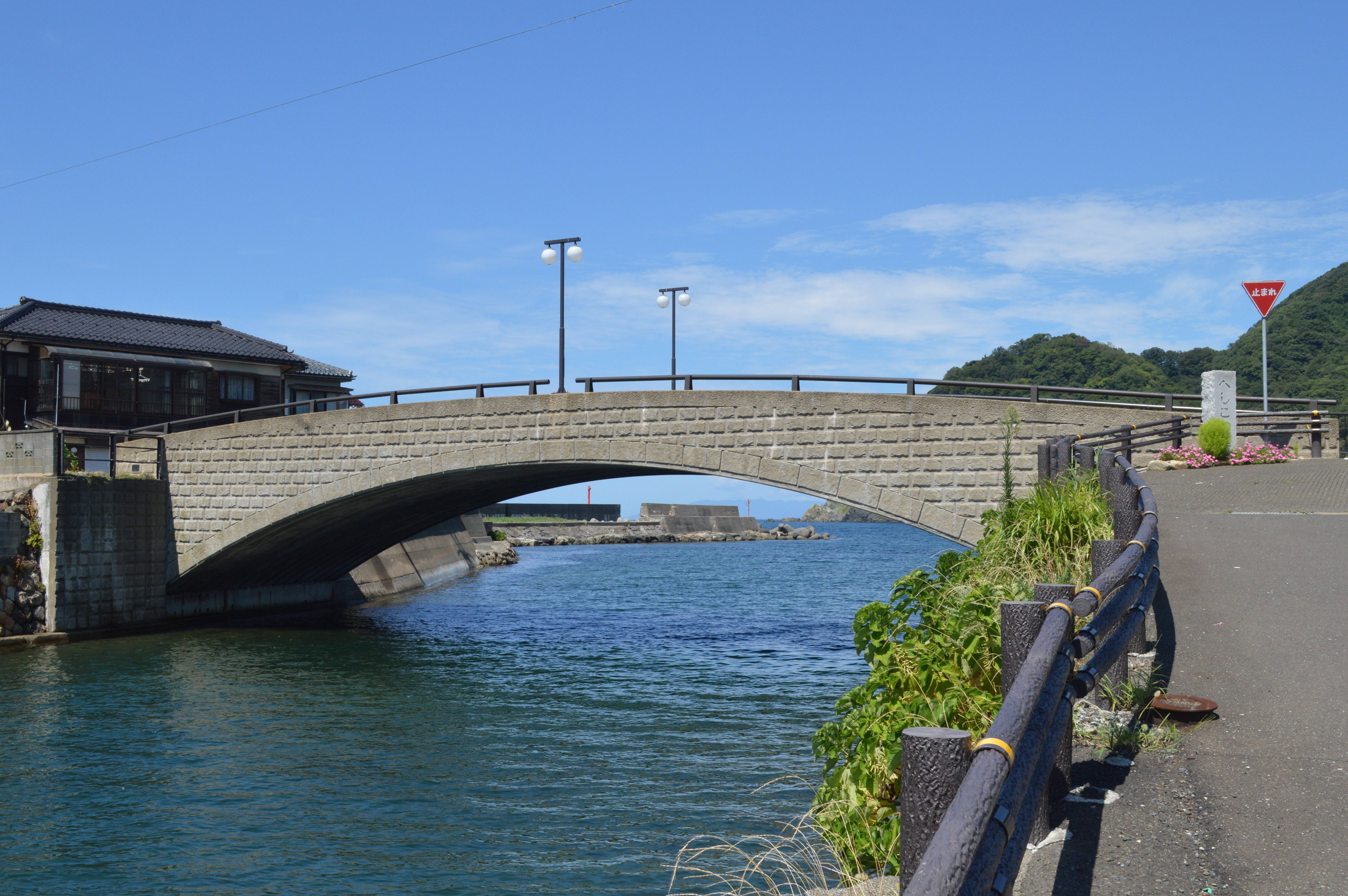
江戸初期に開削された日向運河

江戸時代の日向浦は小浜藩領であり、「正保郷帳」によると石高は47石余、「元禄郷帳」によると51石余、「天保郷帳」によると76石余、「旧高旧領」によると76石余である。文化4年（1807年）の戸数は133戸、人口は697人だった。

#### 日向運河の開削
江戸時代初期までの日向湖は若狭湾につながっていない淡水湖であり、水面は海面より約1.2m高かった。当時の日向では若狭湾に面した外浜を船揚場としていたが、波による浸食で外浜が狭くなったことから、日向は初代小浜藩主の酒井忠勝に運河の開削を願い出た。小浜にやって来たばかりの酒井忠勝はこれを聞き入れ、寛永12年（1635年）には日向湖と若狭湾を繋ぐ日向運河が開削された。
なお、寛永19年（1642年）には三方湖と菅湖を結ぶ長尾堀切が開削され、正保3年（1646年）には菅湖と久々子湖を結ぶ上瀬川が浚渫されるなど、江戸時代初期の三方五湖では河川改修や人工水路の開削が進められている。

#### 嵯峨隧道の開削

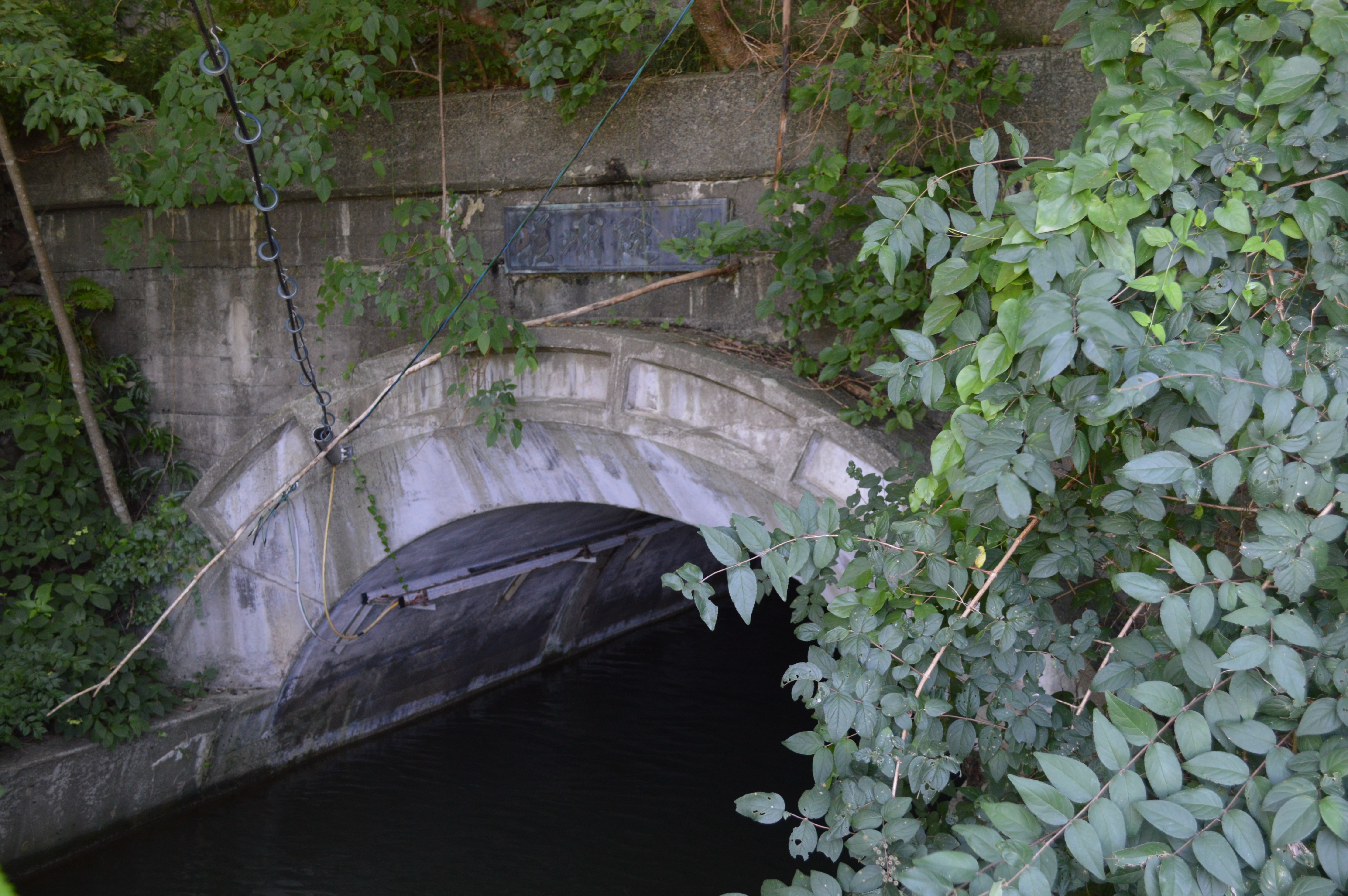
嵯峨隧道（日向湖側の開口部）

宝永6年（1709年）、笹屋弥七が水月湖と日向湖を結ぶことで新田を築こうとしたが、笹屋弥七による計画は成功しなかった。享保20年（1735年）の洪水の際には山崩れが起こり、その後は三方五湖がしばしば氾濫した。そこで、生倉、成出、田井などの者が嵯峨山の開削に着手し、宝暦13年（1763年）に赤尾善次や赤尾本次郎らによって嵯峨隧道が完成した。この隧道はやがて崩落したため、寛政12年（1800年）には改めて隧道が通され、嘉永元年（1848年）には小舟の通行が可能となった。
1894年（明治27年）には隧道の浚渫工事も行われたが、次第に崩落して再び水害が目立つようになった。1932年（昭和7年）11月には福井県の時局匡救事業として隧道の改修工事に着工し、1934年（昭和9年）3月に竣工した。ところが、高潮時には海水が逆流して水月湖や三方湖に流入するようになり、三方五湖における漁業や湖岸の農業に深刻な被害が出たため、暫定的に木製水門が設けられた。1942年（昭和17年）にはコンクリート製の巻き上げ式水門が、1980年（昭和55年）には現在の水門が設置されたが、水門は常に閉ざされた状態となっている。

### 近代
廃藩置県によって1871年（明治4年）には小浜県の所属となり、その後は敦賀県や滋賀県の所属を経て、1881年（明治14年）に福井県の所属で落ち着いた。
1889年（明治22年）4月1日には町村制の施行によって三方郡西郷村が発足し、西郷村の大字として日向が設置された。1898年（明治31年）4月1日には西郷村から日向・早瀬・笹田が分立して北西郷村が発足し、北西郷村の大字として日向が設置された。1920年（大正9年）時点の世帯数は196戸、人口は1007人だった。
かつて日向運河に架かっていた木橋は頻繁に流出したため、1933年（昭和8年）12月にはコンクリートアーチ橋の日向橋が竣工した。当時の漁村としては異例なほど立派な橋だったため、担当した福井県の土木技師は上司から叱責されたという。

### 現代

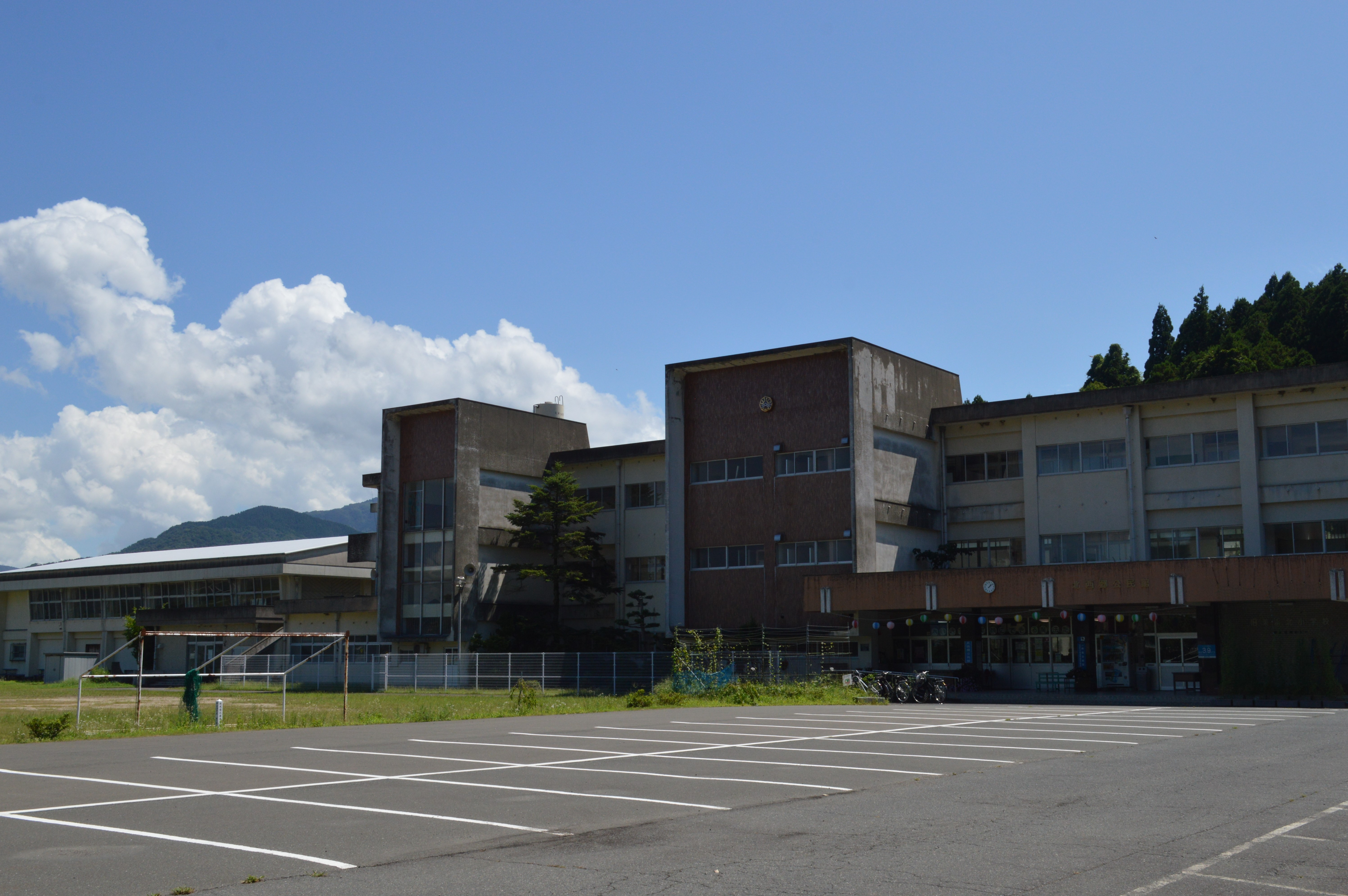
2015年に閉校した美浜北小学校

1954年（昭和29年）2月11日には北西郷村・南西郷村・耳村・山東村が合併して美浜町が発足し、美浜町の大字として日向が設置された。1955年（昭和30年）時点の世帯数は247戸、人口は1191人だった。
1985年（昭和60年）公開の映画『夜叉』（降旗康男監督、高倉健主演）では日向が主要なロケ地となり、高倉健やビートたけしが美浜町に滞在した。

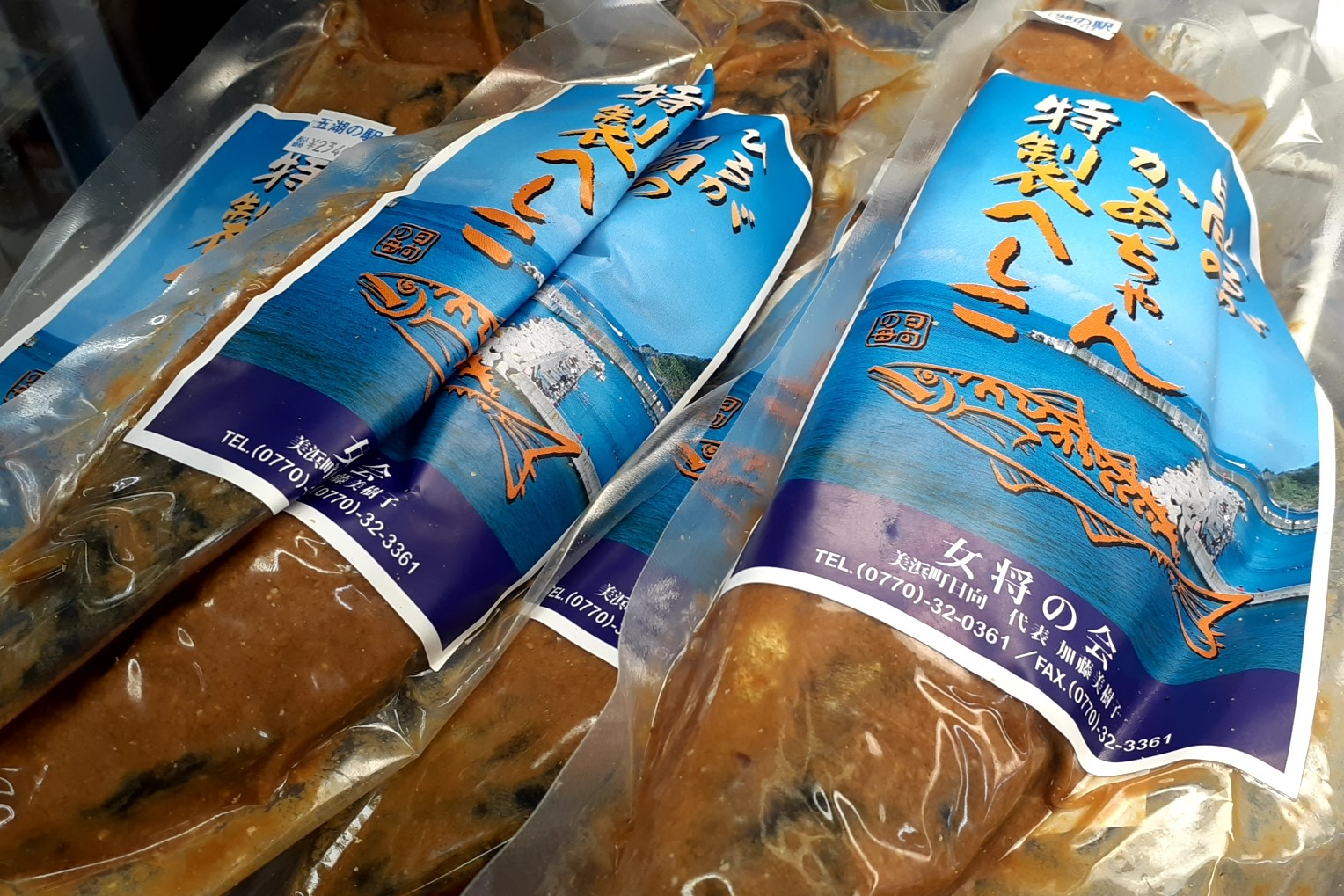
女将の会が製造したへしこ

2006年（平成18年）12月には日向漁業協同組合が丹生・菅浜・美浜の各漁業協同組合が合併し、新たに美浜町漁業協同組合が発足した。
日向と早瀬の中間には美浜町立美浜北小学校があったが、2015年（平成27年）3月に美浜町立美浜南小学校と統合されて美浜町立美浜西小学校が開校し、美浜北小学校は閉校となった。2014年度（平成26年度）時点の児童数は26人だった。
2005年（平成17年）には民宿を経営する有志によって「女将の会」が結成され、サバの加工食品であるへしこを製造して販売してきた。同年には美浜町が「へしこの町」を商標登録して知名度の向上を狙い、メンバーは福井県内外のイベントに参加するなどしてへしこの普及に努めた。2024年（令和6年）1月13日、集落内のへしこ小屋にへしこ料理を提供する店が開店した。

## 経済

### 漁業

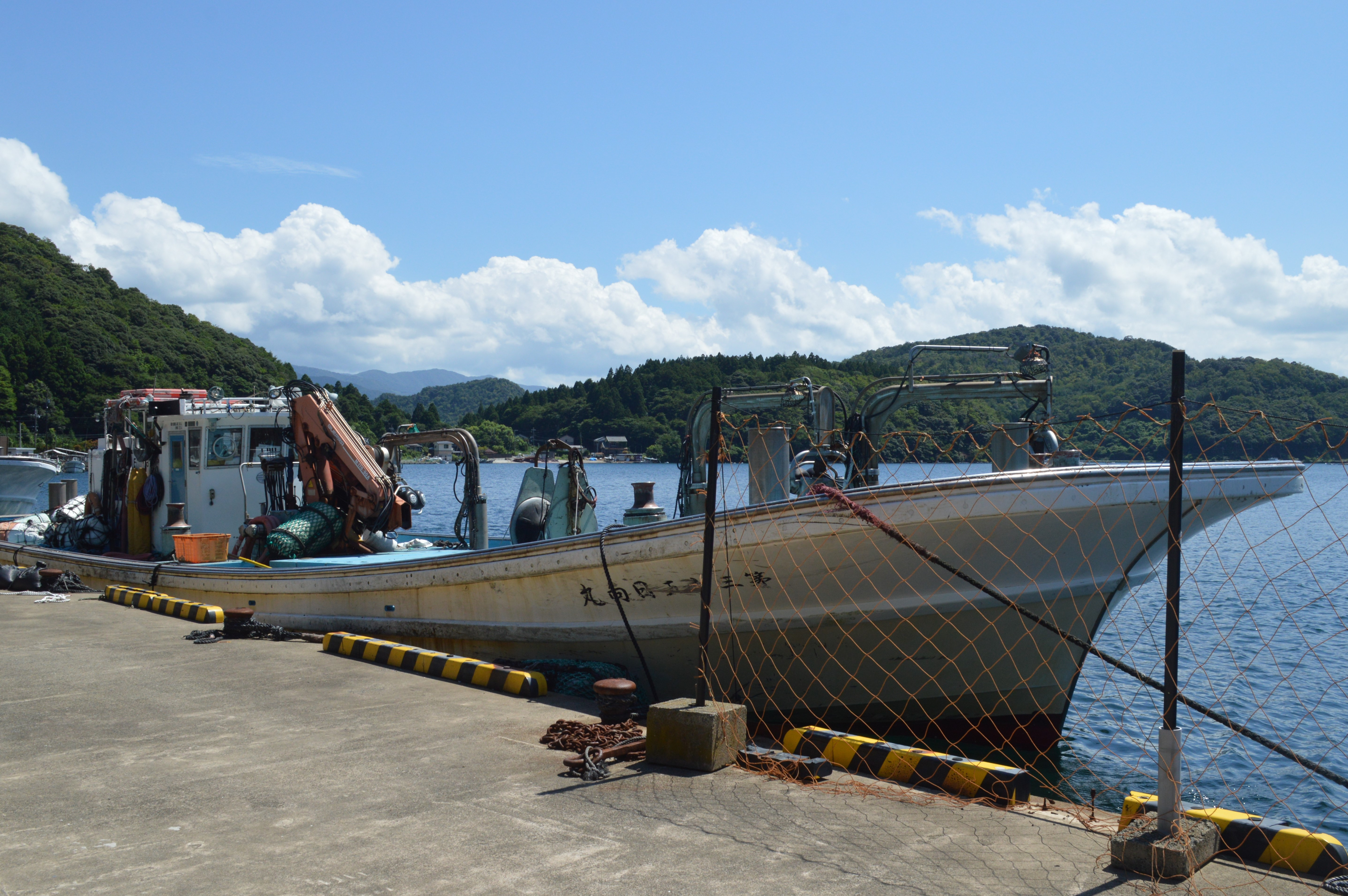
定置網に用いる漁船

日向は大半の世帯が漁業で生計を立てており、典型的な漁村であるとされる。若狭地方の沿岸漁業を代表する漁法として大敷網（大型定置網）がある。日向の漁業の中心は大敷網であり、近隣では丹生も大敷網を行っている。日向の大敷網は水揚高と網の大きさともに福井県最大規模である。
地区が経営する日向定置網漁業組合に従事している住民が多く、住民が総出で定置網漁を維持してきた歴史がある。住民の大半が出資して船や網を購入し、若手漁師が中心の夏網、ベテラン漁師が中心の冬網の2つを操業している。

## 名所・旧跡・祭事

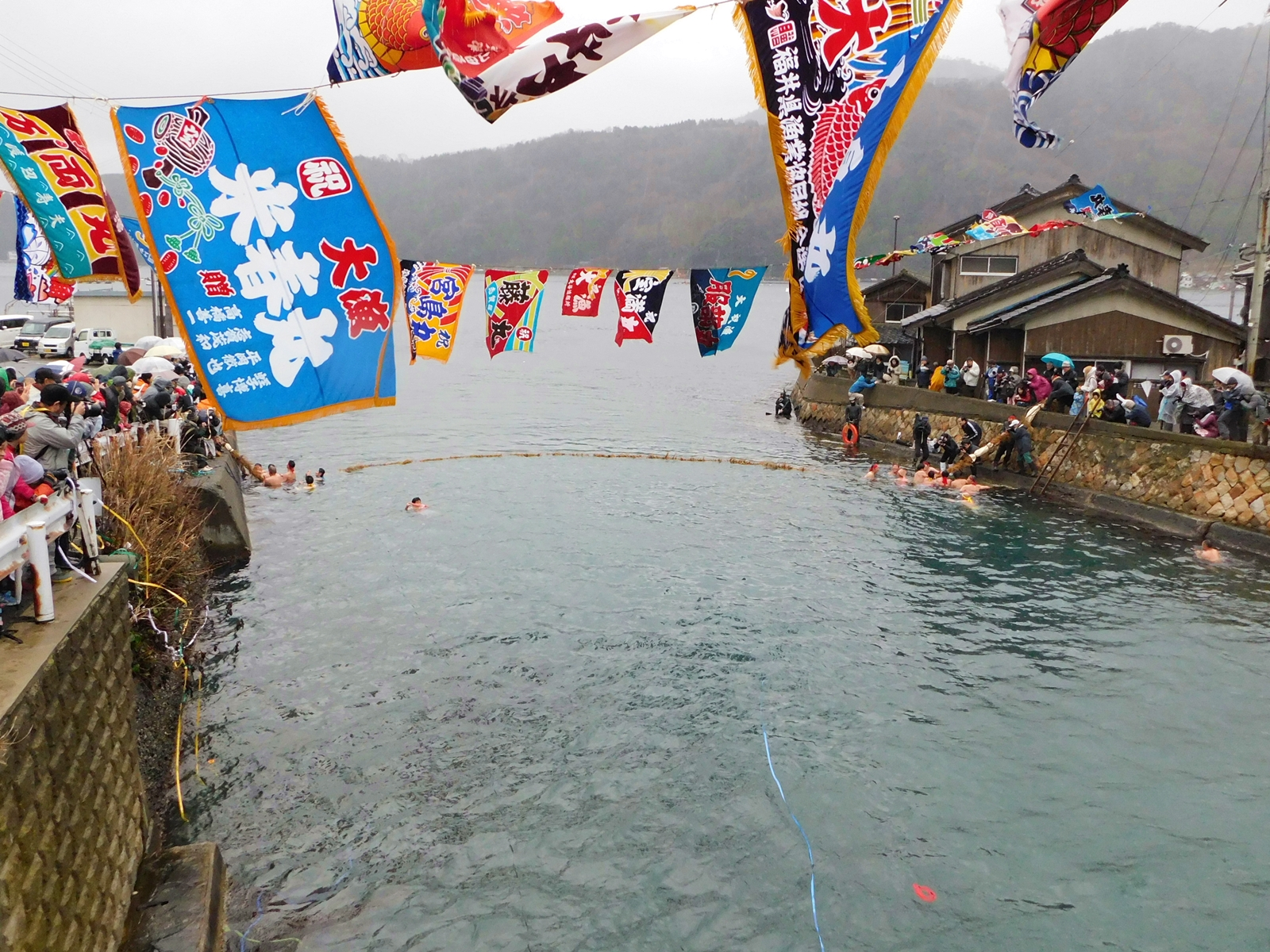
日向の水中綱引き（2019年）

- 稲荷大明神 - 日向の氏神。天平宝字8年（764年）に京都・伏見稲荷大社を勧請したと伝わる[17]。江戸時代から続く正月の伝統行事として「板の魚の儀」がある[18]。
- 長久寺 - 曹洞宗の寺院。南北朝時代の十六善神図、鎌倉時代の涅槃図は美浜町指定文化財（絵画）、開山夢窓国師九条の麻袈裟は美浜町指定文化財（工芸）[11]。
- 日向の綱引き行事 - 毎年1月第3日曜に開催[19]。日向運河（日向川）で行われる綱引きであり、厄年の男らが水中で綱を引っ張り合う[19]。日向運河に現れて船の往来を妨害した大蛇を退治するために始まったとする伝承があり、現在では疾病退散や豊漁祈願などの意味を持つ神事となっている[17][20]。国の選択無形民俗文化財[19]。

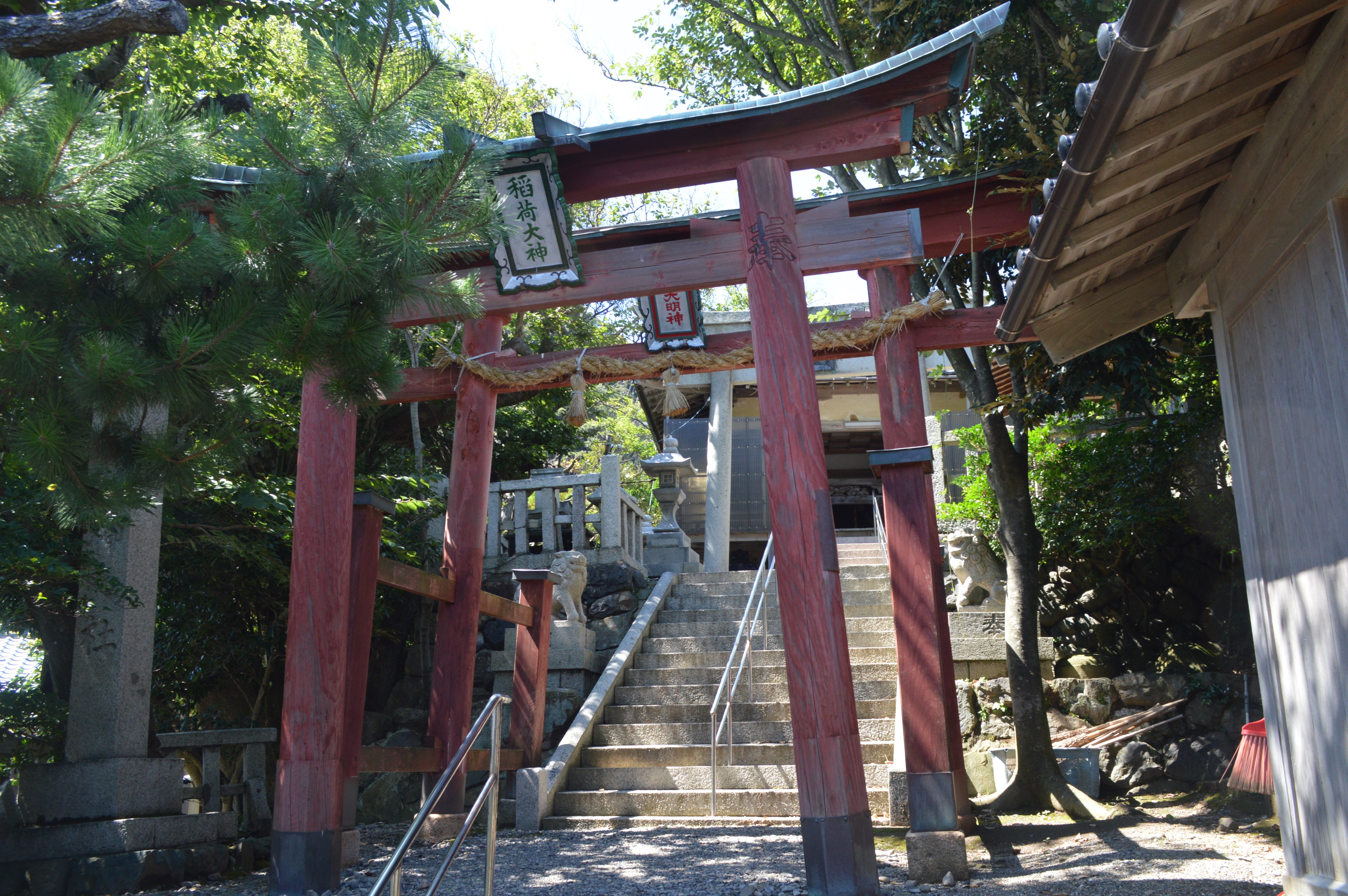
稲荷大明神
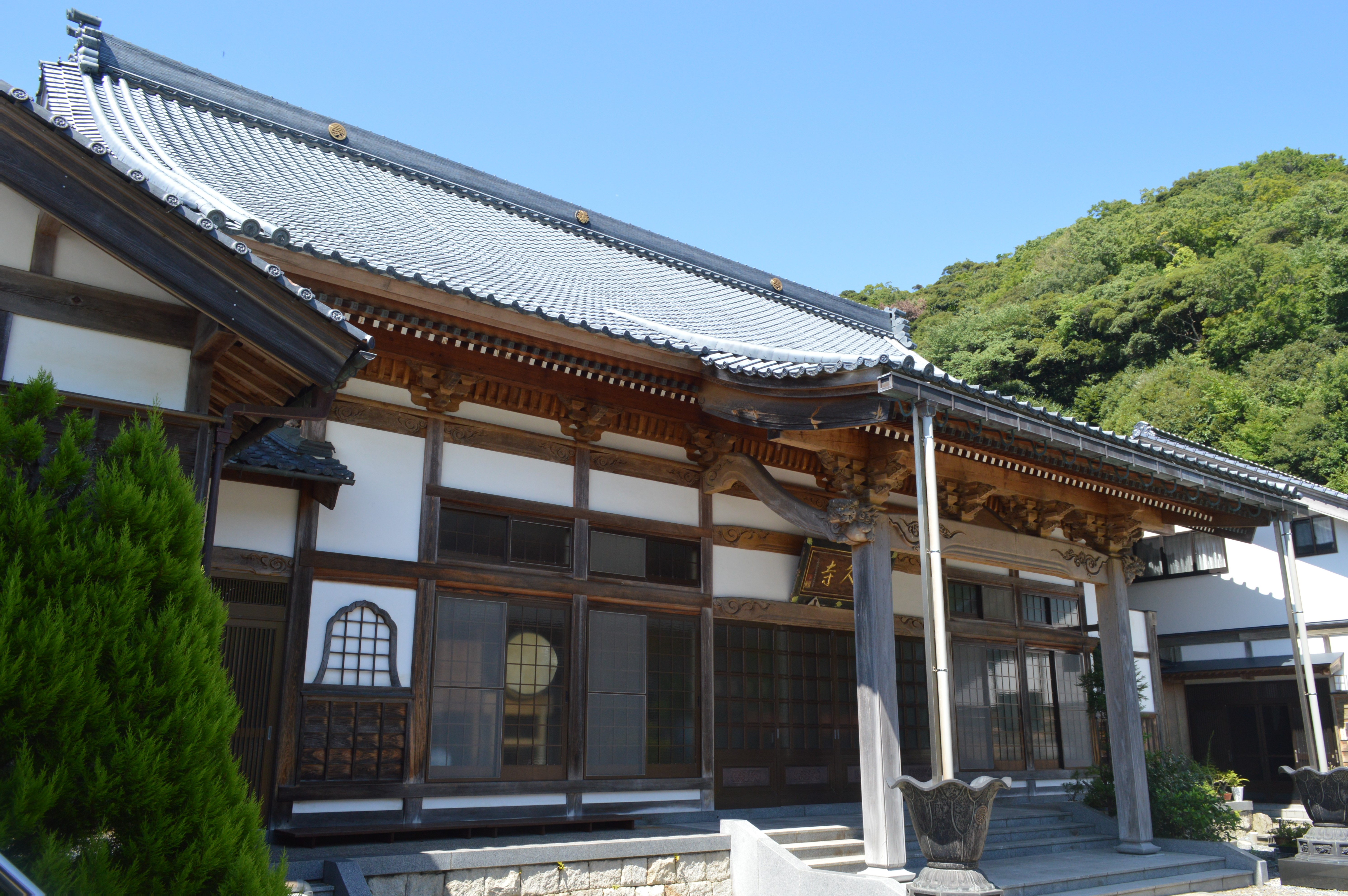
長久寺